# Ferroviário de Nampula
Ferroviário de Nampula is een Mozambikaanse voetbalploeg uit Nampula. De club werd één keer landskampioen.

## Titels
Landskampioen
2004
Beker van Mozambique
2003